# Os hamatum
L’os hamatum (ou os crochu) est l'os le plus médial de la deuxième rangée du carpe.

## Anatomie

L'hamatum est un os irrégulier à six faces présentant une excroissance osseuse antérieure : l'hamulus de l'os hamatum.
La face supérieure étroite, convexe et lisse s'articule avec le lunatum.
La face inférieure présente deux facettes articulaires concaves séparées par une crête osseuse. Ces facettes s'articule avec les quatrième et cinquième métacarpiens.
La face postérieure est triangulaire et rugueuse et reçoit des insertions ligamentaires.
La face antérieure présente en bas et médialement l'hamulus.
La face latérale s'articule dans sa partie supérieure et postérieure avec le capitatum, la partie restante est rugueuse pour des attaches ligamentaires.
La face médiale présente une surface articulaire avec le triquétrum.

### Hamulus de l'os hamatum

L'hamatum (en rouge).

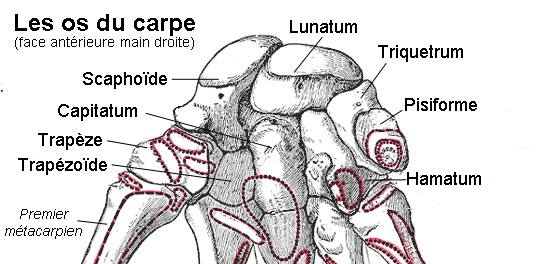
Os du poignet

L'hamulus de l'os hamatum (ou apophyse unciforme de l'os crochu) est le processus osseux en forme de crochet aplati de dehors en dedans implanté sur la face antérieure de l'hamatum.
Il présente une concavité latérale formant le bord médial du canal carpien.
Sa face médiale donne insertion aux muscles court fléchisseur et opposant du petit doigt. Il forme également le bord latéral du canal ulnaire et est en relation avec la branche profonde du nerf ulnaire.
Il donne également insertion au ligament piso-hamatum, au rétinaculum des muscles extenseurs de la main et au muscle fléchisseur ulnaire du carpe.

## Embryologie
L'ossification de l'hamatum débute entre 1 et 12 mois et se termine vers 15 ans.

## Aspect clinique
La fracture de l'hamatum est rare : seules 2 à 4% des fractures du carpe concernent l'hamatum.
La fracture du crochet de l'hamatum se rencontre souvent chez un golfeur lorsqu'il frappe violemment le sol avec un club de golf, l'extrémité du club venant alors percuter directement l'hamulus. Elle se rencontre également chez les joueurs de hockey ou de baseball. La fracture est généralement une fracture de fatigue.
Les symptômes sont une douleur à la préhension, une sensibilité au niveau de l'hamatum et une irritation du nerf ulnaire, caractérisée par un engourdissement et une faiblesse de l'auriculaire avec une implication partielle de l'annulaire.
La fracture du corps de l'hamatum est plus rare et survient surtout lors d'un choc axial par un mécanisme de coup de poing via les quatrième et cinquième métacarpiens lorsque le coup est porté sur un objet solide (52% des cas), ou lors d'une chute (22% des cas). Elle peut être associée ou non à une fracture des métacarpiens. Elle peut plus rarement encore résulter d'un écrasement de la main (4% des cas).
Les fractures de l'hamatum, quel qu'en soit le type, sont fréquemment manquées sur les radiographies avec incidences normales. Le taux de diagnostic augmente légèrement avec une incidence adaptée, mais le scanner est beaucoup plus sensible.
L'hamulus de l'os hamatum est peu vascularisé, ce qui le rend sujet à l’apparition d'une pseudarthrose en cas de fracture.
La calcification de l'hamatum, visible sur les radiographies, est un indicateur du stade de croissance pendant la puberté.